# Diébougou
Pour le département et la commune urbaine, voir Diébougou (département).
Diébougou est une ville, chef-lieu du département du même nom et de la province de la Bougouriba, dans la région du Sud-Ouest au Burkina Faso.

## Géographie
Diébougou est situé à 136 km au sud-est de Bobo-Dioulasso au croisement des routes principales menant à la Côte d'Ivoire (par la route nationale 12) et au Ghana (par la route nationale 20).
La ville est divisée en sept secteurs pour une population totale de 17 937 habitants :
- Secteur 1 : 1 870 habitants
- Secteur 2 : 4 204 habitants
- Secteur 3 : 441 habitants
- Secteur 4 : 4 517 habitants
- Secteur 5 : 1 542 habitants
- Secteur 6 : 1 765 habitants
- Secteur 7 : 3 598 habitants

## Histoire
Le roi de Diébougou signe un traité avec la France, le 4 mai 1897.
Elle est connue pour les tunnels construits par les travailleurs forcés pour les Français en 1900, afin de servir de garnison, et pour ses crocodiles dans les marécages.

## Économie
L'agriculture occupe une place importante dans l'économie de Diébougou, avec notamment la coopérative agricole des céréaliers et maraîchers exploitant un bas-fond rizicole d'environ 100 ha.
La ville possède l'aérodrome de Diébougou.

## Éducation et santé
Diébougou accueille le centre médical avec antenne chirurgicale (CMA) de la province ainsi qu'un centre de santé et de promotion sociale (CSPS) urbain.

## Culture et patrimoine
Les principaux monuments de la ville sont :
- Cathédrale Saints-Pierre-et-Paul de Diébougou, siège du diocèse de la ville[6]
- Le château Dagara, qui, après avoir tenu 150 ans, s'est écroulé en 1999-2000.
- Abbaye de Bafor